# Lojze Lešnik
Lojze Lešnik, slovenski sindikalni in politični delavec, * 10. junij 1898, Huda Jama, † 10. avgust 1976, Ljubljana.
Lešnik je kot član vodstva Jugoslovanske strokovne zveze (JSZ) deloval med rudarji in bil med organizatorji zadružništva. Zaradi demonstracij proti neupravičenemu odpuščanju z dela je bil leta 1933 zaprt. Kot kandidat opozicije je bil 1935 izvoljen za župana v Zgornji Rečici pri Laškem. Julija 1940 je soorganiziral ilegalno konferenco JSZ, na kateri so sprejeli predlog o razširitvi sodelovanja s KPS. Maja 1941 je bil med organizatorji ustanovnega sestanka pokrajinskega odbora OF za Štajersko. V začetku leta 1942 so ga nemške okupacijske oblasti aretirale in poslale v koncentracijsko taborišče Mauthausen. Po osvoboditvi je delal v rudniku Huda Jama. Lešnik je bil med drugim tudi republiški poslanec in član Sveta republike Socialistične republike Slovenije.